# Opisthopsis lienosus
Opisthopsis lienosus är en myrart som beskrevs av Wheeler 1918. Opisthopsis lienosus ingår i släktet Opisthopsis och familjen myror. Inga underarter finns listade i Catalogue of Life.